# 모리유
모리유(본명: 김유모리, 1992년 3월 31일 ~ )는 대한민국의 배우이다.

## 약력
2011년, 영화 《화이트 : 저주의 멜로디》 출연으로 연예계에 데뷔하였다. 현재 프리랜서다.

## 연기 활동

### 드라마
- 2011년 SBS 주말 특별기획 《여인의 향기》 ... 수빈 역
- 2016년 KBS2 월화드라마 《뷰티풀 마인드》 ... 이해주 역

### 영화
- 2011년 《화이트: 저주의 멜로디》 ... 장예빈 역